# Ярка (местный совет)
Я́рка (ивр. ירכא‎, араб. يركه‎) — местный совет на севере Израиля, населённый друзами. Посёлок расположен в 18 км от Кармиэля и в 10 км от Акко.

## История
Первое упоминание деревни датируется XI веком, когда после отделения друзов от шиизма она была упомянута в качестве одной из друзских деревень. В 1596 году Ярку упоминают налоговые документы Османской империи. На тот момент в деревне жили 174 мусульманских семьи и 24 холостяка или 712 жителей.
В девятнадцатом веке Ярку посещали европейские туристы и географы.
Количество жителей в османский период оставалось примерно постоянным: перепись 1921 года приводит данные о 978 жителях. Значительный рост населения начался только после 1967 года: так, в 1992 году число жителей достигло 8500. В 2003 году деревня была объединена с рядом соседних деревень, однако это решение вызвало протест населения и через год было отменено.

## Население
По данным Центрального статистического бюро Израиля, население на начало 2020 года составляло 17 171 человек.

## Достопримечательности
- Макам шейха Абу Сарая Ганем.